# Акопян, Сергей Араикович
Сергей Акопян (англ. Sergey Akopyan , имя при рождении Серёжа Акопян Араикович) — российский профессиональный боксёр. В 2015 году дебютировал на профессиональном ринге в полусреднем весе (66,6 кг). В 2019 году 16 сентября стал чемпионом мира по международной версии IBA Asia.

## Биография
Акопян Сергей Араикович (род. 5 сентября 1995, Россия, Московская область, Мытищи)
Акопян Сергей окончил МБОУ СОШ № 7 в 2014 г., после окончания школы в поступил в Российский университет кооперации.

## Карьера

### Любительская Карьера
Акопян начал заниматься боксом в возрасте 9 лет (с 2005 года) в секции ЦДЮС подмосковного города Мытищи. Первым тренером Сергея был Александров Анатолий Ильич — 2 кратный чемпион мира, 6 кратный чемпион Европы. Акопян Сергей в 2014 году попал на первый серьёзный турнир — Спартакиаду Молодежи России, на котором победил и получил звание мастера спорта России. За время любительской карьеры Сергей провёл около 320 боев, в которых одержал 290 побед. Становился неоднократным чемпионом во Всероссийских и международных турнирах.

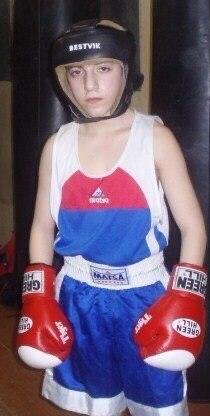

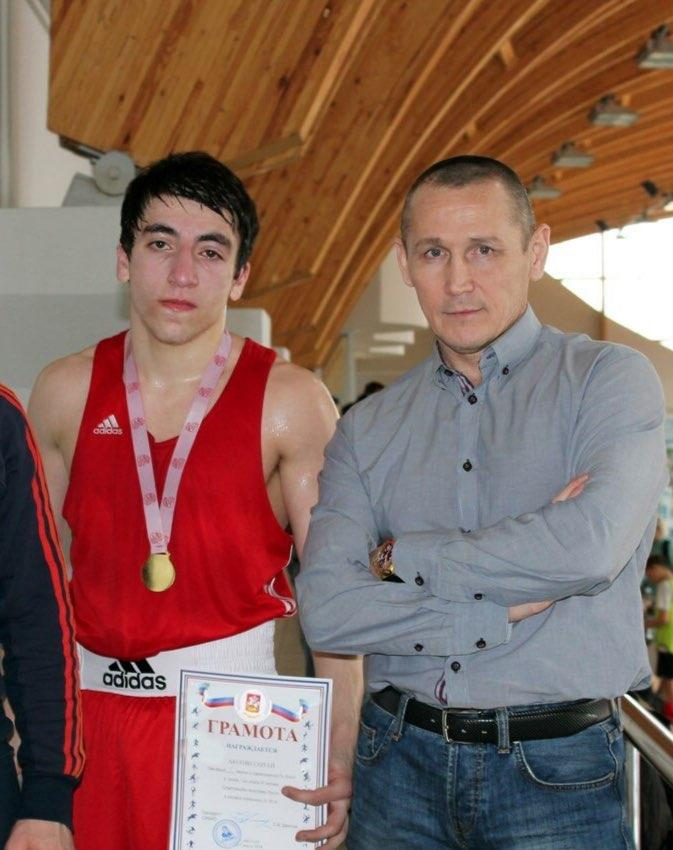
Сергей Акопян со своим первым тренером Анатолием Александровым (2014 год)

### Профессиональная карьера
В 2015 году Акопян Сергей решил перейти в профессиональный бокс, так как в любительском боксе не видел большого будущего.
В 19 лет дебютировал на профессиональном ринге в полусреднем весе 66,6 кг, под руководством Балаяна Михо.
В начале 2019 года Акопян Сергей сменил свой тренерский штаб и перешёл под руководство тренера Сарибекяна Тиграна, где и начал давать результаты. В июне 2019 года Сергею Акопяну предложили сразиться против опытного соперника из Узбекистана, команда Акопяна дала согласие на бой. 16 сентября 2019 года состоялся бой где Акопян одержал победу в 5 раунде нокаутом и завоевал пояс чемпиона мира по международной версии IBA Asia.

### Знакомство с легендой боксаРоем Джонсом

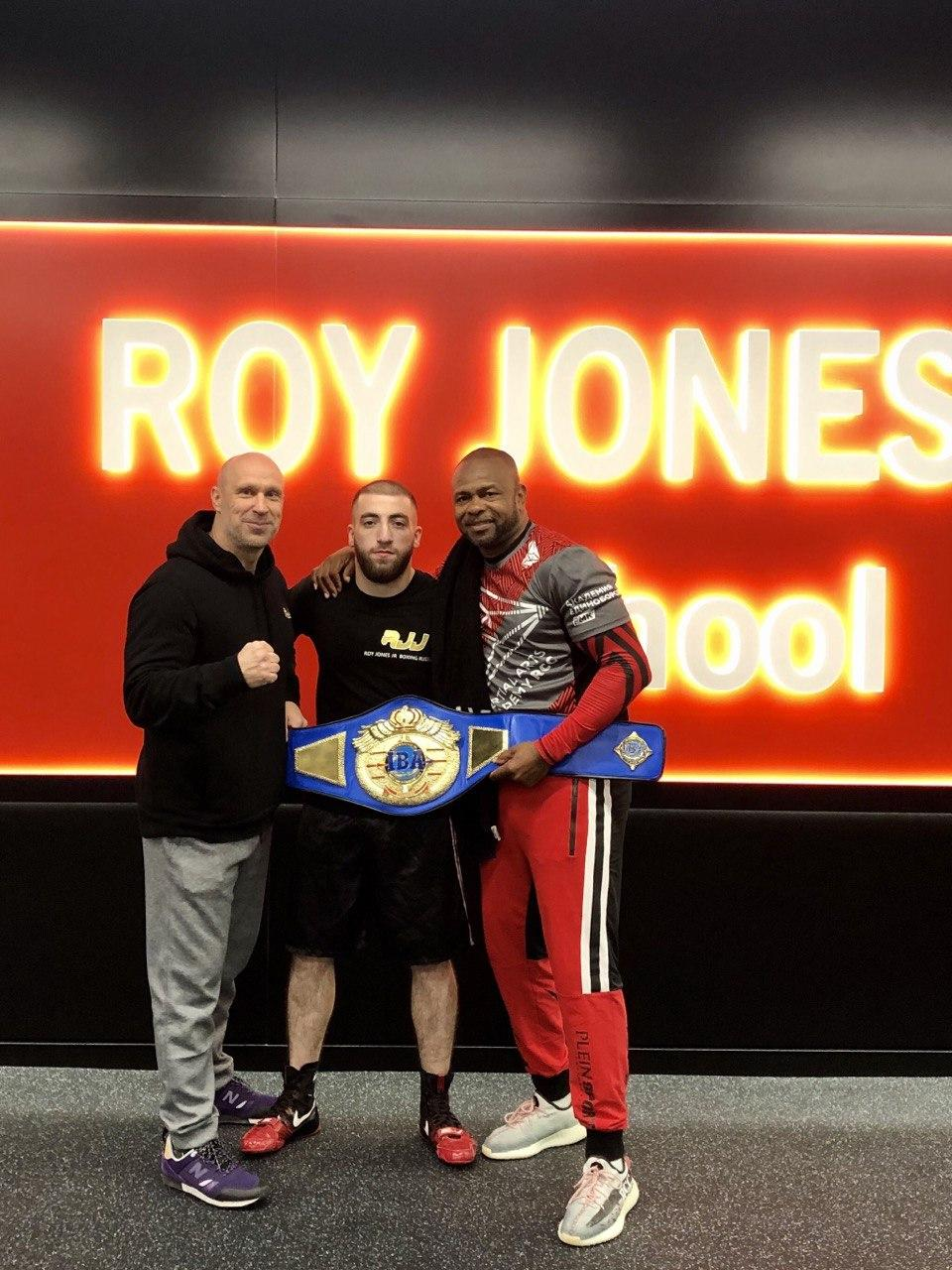
Встреча с Роем Джонсом спустя неделю после боя за чемпионский титул (2019 год)

Знакомство с Роем Джонсом очень сильно повлияло на судьбу Акопяна Сергея. В 2011 году Сергея Акопяна с легендой бокса познакомил его товарищ Шахин Адыгезалов. В 2011 году Рой впервые побывал в России, и тогда судьба свела Сергея с Роем Джонсом. За период карьеры Сергея Акопяна Рой постоянно мотивировал его и во многом поддерживал, давал ценные советы.

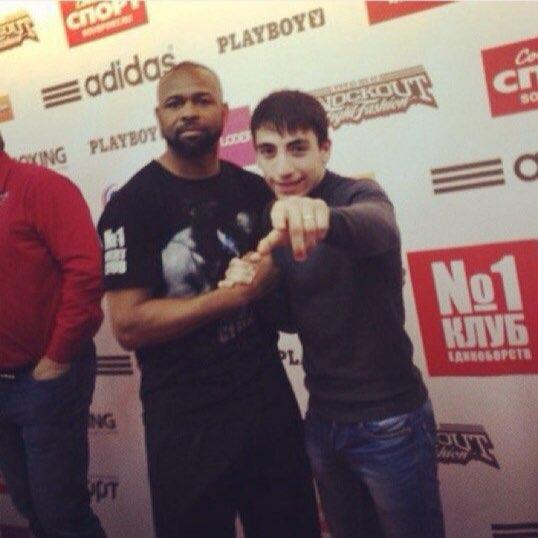
2011 год — Сергей Акопян с Роем Джонсом, который впервые в Москве

## Достижения
Мастер спорта по боксу. 
Российский боксёр-профессионал.
Чемпион мира по версии IBA Asia 2019 г. в весе 66,6 кг. 

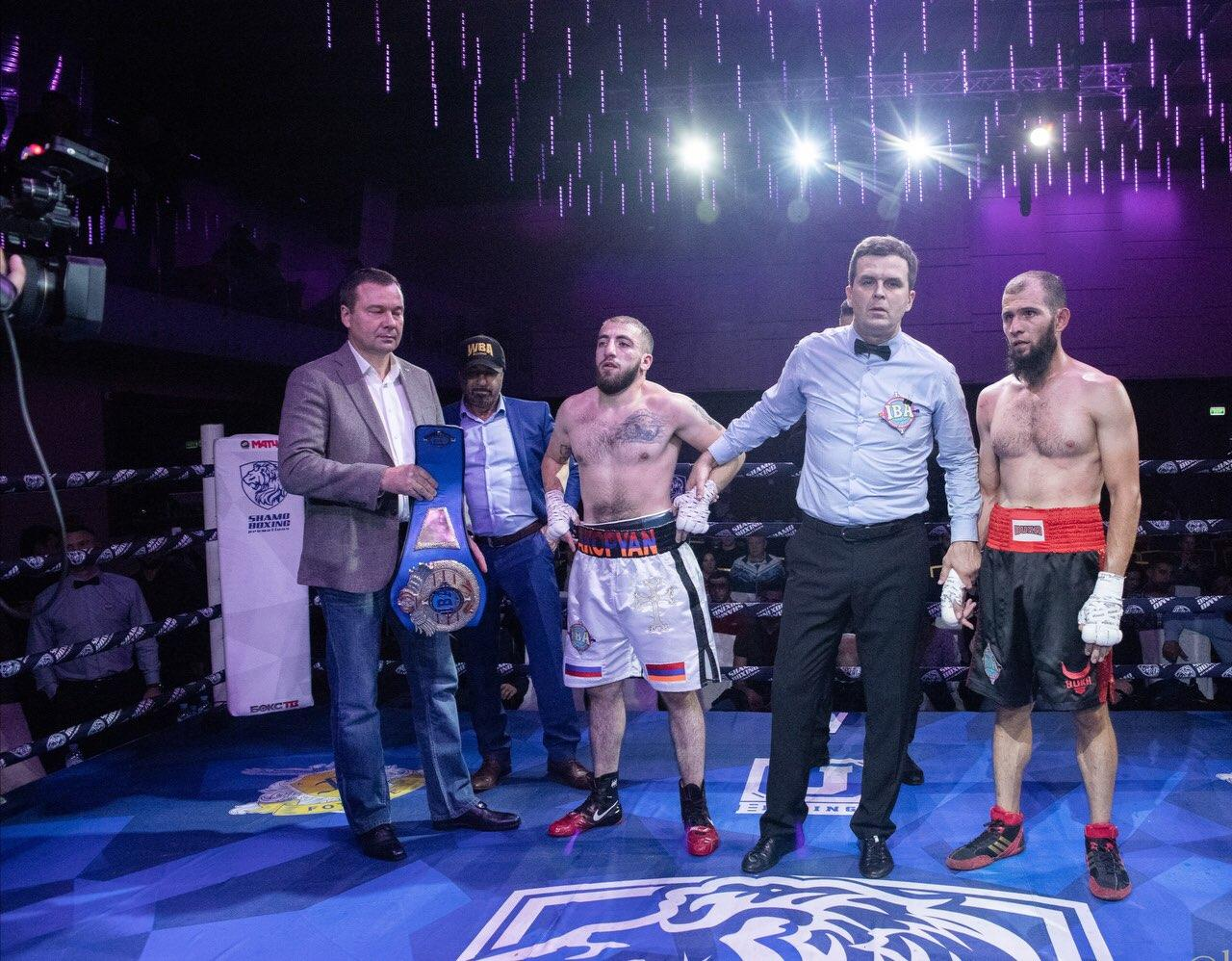
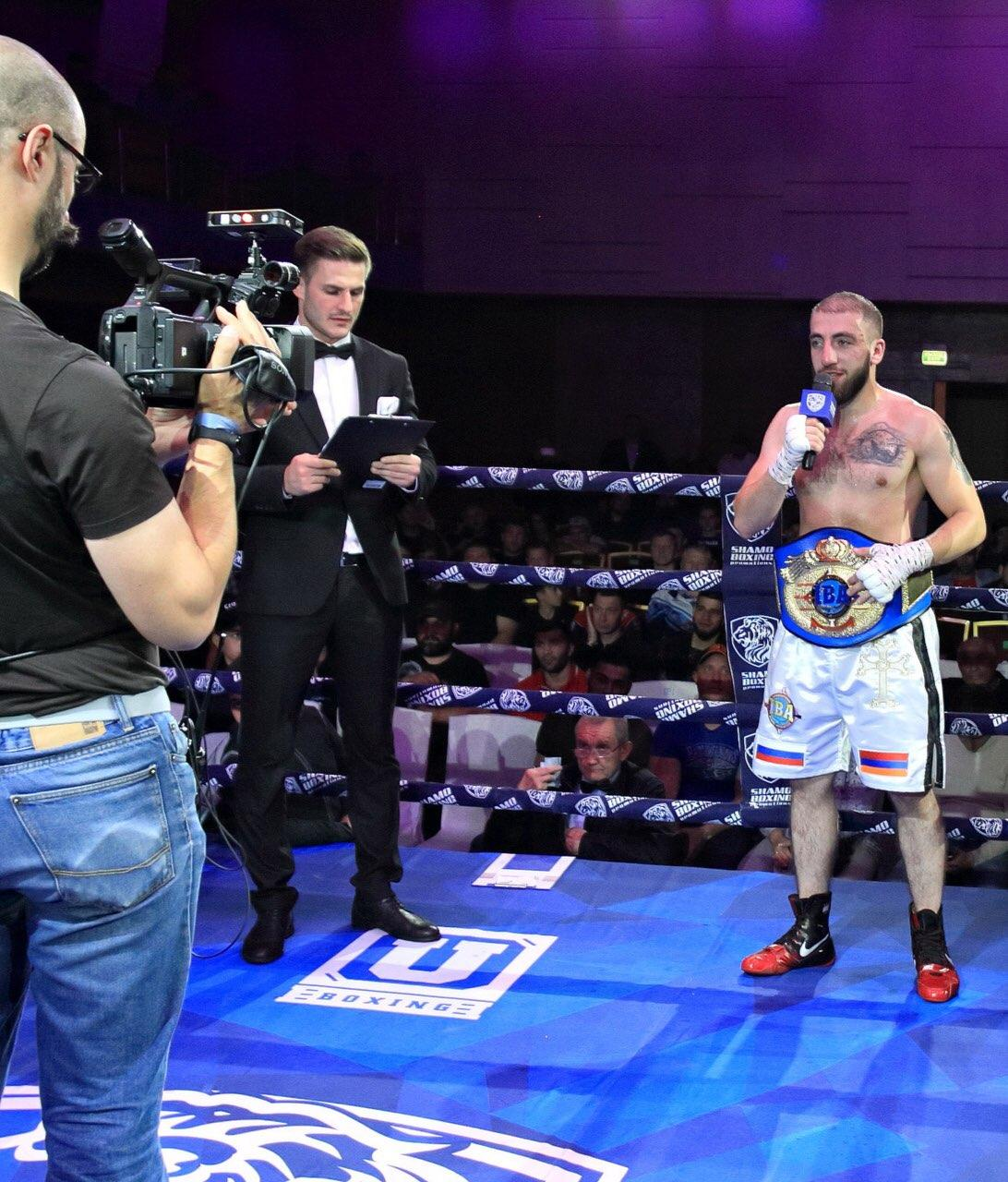
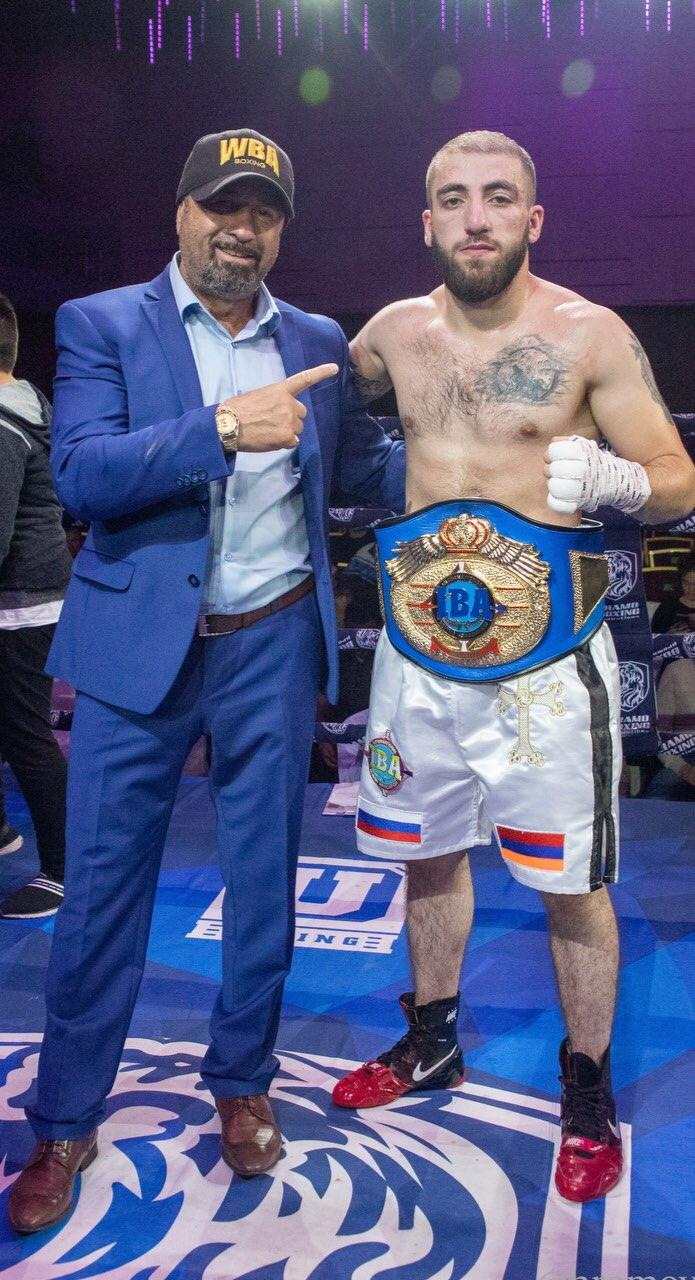

## Персональный сайт
У Сергея Акопяна уже есть персональный сайт, где есть информация о карьере Сергея, цель сайта - представить биографию Сергея на трех языках Личная информация и успехи.
Адрес сайта Сергея здесь, https://sergeyakopyan.ru/